# Sibula
Sibula (est. Sibula järv) – jezioro w Estonii, w prowincji Võrumaa, w gminie Antsla. Położone jest na północ od wsi Ähijärve. Ma powierzchnię 3,3 ha linię brzegową o długości 745 m, długość 290 m i szerokość 130 m. Sąsiaduje z jeziorami Küüdre, Mikilä, Viitka, Suur Saarjärv, Kaugjärv, Küünimõtsa. Położone jest na terenie Parku Narodowego Karula.